# Chiesa di San Giuseppe (Verbania, Intra)
La chiesa di San Giuseppe è una chiesa cattolica situata a Intra, frazione del comune di Verbania in provincia del Verbano-Cusio-Ossola; è sussidiaria della basilica di San Vittore e fa parte della diocesi di Novara. 

## Storia

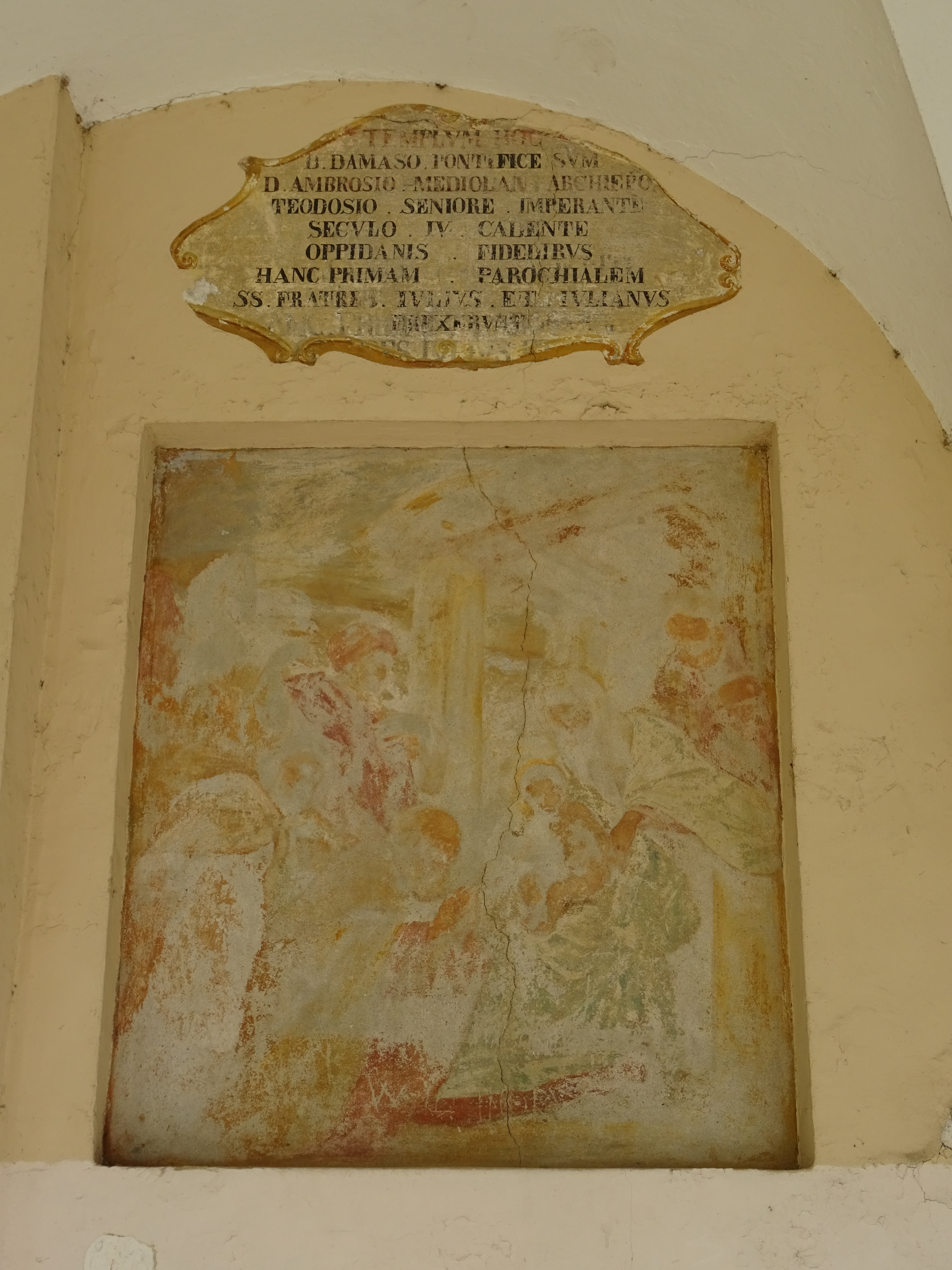
Affresco della natività di Gesù sotto al portico, e iscrizione relativa alla leggenda sulla fondazione

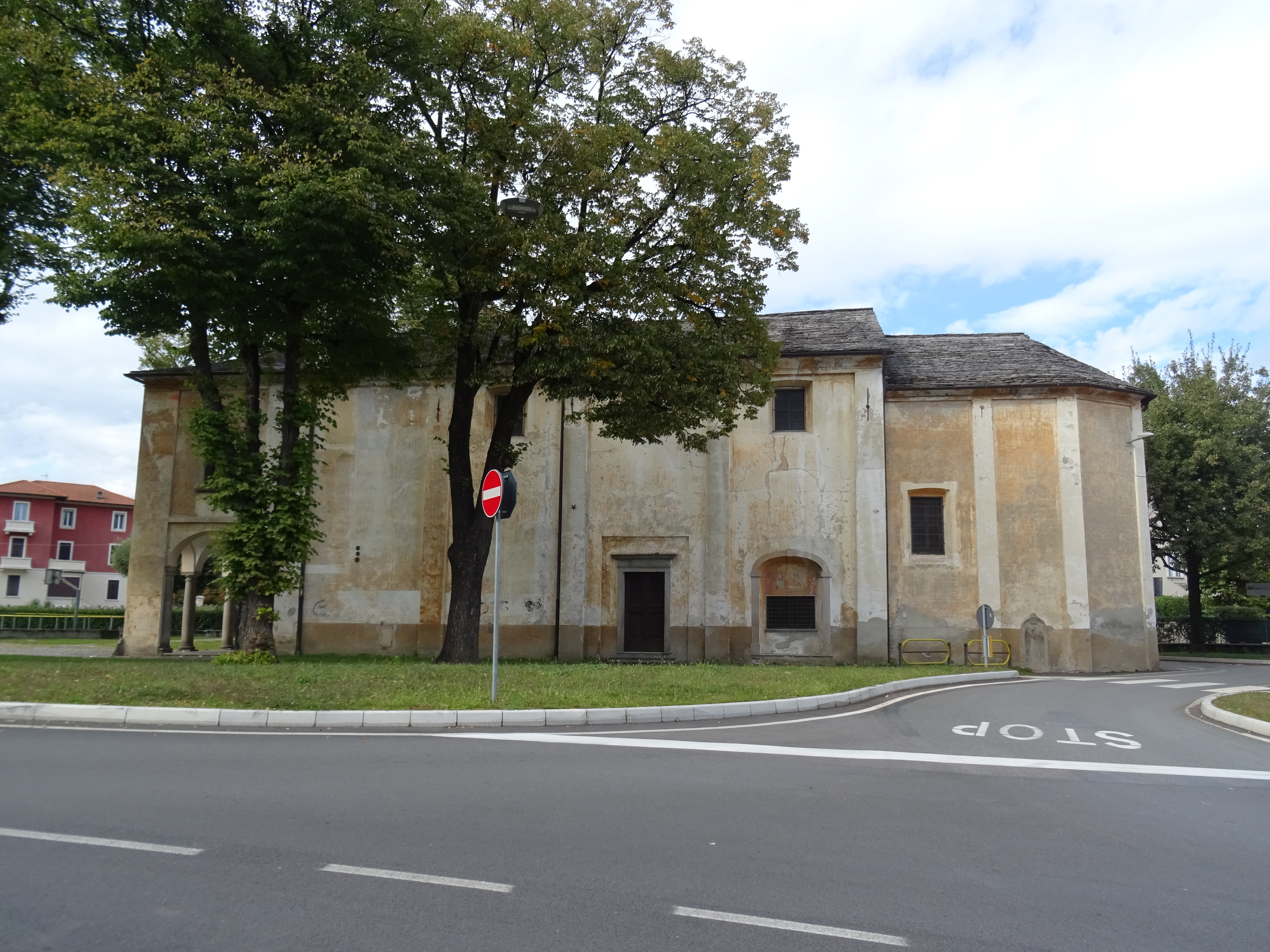
Vista laterale

Sul sito esisteva in origine l'antica chiesa romanica di Santa Maria di Agro (così detta poiché situata in campagna); le sue origini sono ignote, ma è documentata una consacrazione tra il 1123 e il 1151. Priva di fondamento è invece la tradizione che la vorrebbe fondata nel IV secolo dai santi Giulio e Giuliano (una leggenda comune a molte altre chiese della zona), riportata anche in un'epigrafie latina dipinta sotto al portico nel Settecento.
Caduta in rovina, verso la fine del XVI secolo venne ricostruita da una confraternita di San Giuseppe, da cui deriva l'attuale intitolazione (un frammento della costruzione romanica è ancora presente nel sottotetto, dietro all'organo). La struttura venne sostanzialmente riedificata nei due secoli successivi, portandola all'aspetto attuale; tra gli interventi, sono da segnalare l'aggiunta della cappella laterale nel 1665 e il rifacimento della facciata nel 1705. Dal 1822 al 1911 accanto alla chiesa venne posto il cimitero di Intra, che sorgeva in precedenza vicino alla basilica di San Vittore e che venne poi spostato nel luogo attuale.

## Descrizione
La chiesa è situata ad Intra in piazza Carlo Leone Fabbri, circondata da un piccolo parco urbano. Si tratta di un edificio a navata unica, preceduto da un portico che sostiene la cantoria; sul fianco sinistro, in corrispondenza del presbiterio, emerge il volume ottagonale della cappella laterale.
Nell'altare maggiore è inglobata un'ara latina tratta da un altare dedicato al dio Silvano da un tal T. Stazio Marciano, databile al I o al II secolo.